# Snoeffel & Gaffel
Snoeffel & Gaffel zijn twee figuren uit de strip Suske en Wiske. Ze maken deel uit van de antagonisten in de serie. Het zijn twee gewetenloze boeven die zich altijd voordoen als keurige zakenlieden, maar eigenlijk grote opportunisten zijn. Als ze de kans krijgen om ergens geld mee te verdienen zullen ze geen seconde  twijfelen. Typisch aan de personages is verder dat ze altijd dikke sigaren roken. 

## Geschiedenis
Ze maken hun debuut in De gouden cirkel. Daarin is Barabas radioactief besmet en proberen Suske en Wiske, Lambik en Jerom en tante Sidonia hem te helpen. Hij kan alleen gered worden als hij met de X25-capsule bestraald wordt en die heeft hij aan zijn collega’s in het verre oosten gegeven. Barabas heeft echter een contract met een niet bij naam genoemde organisatie om alle capsules aan hen te geven. Deze organisatie stuurt daarom Snoeffel en Gaffel achter de groep aan om alle capsules te bemachtigen. Uiteindelijk blijkt dat de organisatie geen belang meer heeft in de capsules en worden ze ontslagen.
De twee keren weer terug in Het kregelige ketje. Hierin komen ze bij tante Sidonia en zeggen hun leven gebeterd te hebben. Ze laten zich echter gemakkelijk overhalen door een geest om Manneke Pis uit Brussel koud te maken. Hiertoe volgen ze hem, Suske, Wiske en Lambik de wereld over. Hun opdracht mislukt door tussenkomst van "de gouden stuntman" en ze worden door de politie opgepakt.
In De verdwenen verteller worden ze door Willy Vandersteen zelf ingehuurd om de rechten van Suske en Wiske in hun bezit te krijgen, waarmee in dit verhaal een loopje wordt genomen.
In Het verloren verleden stelt Barabas een nieuwe uitvinding voor; B.R.O.L (Brain Reader Organic Locker). Met B.R.O.L. kan informatie gedeeld worden, zonder te hoeven studeren. Ook kun je een geheugen op een pc opslaan of traumatische ervaringen wissen. Een persoonlijkheid kan worden aangepast, door bijvoorbeeld alle slechte eigenschappen te verwijderen. Snoeffel en Gaffel willen door middel van het brein van professor Barabas geld verdienen door oorlogswapens te ontwerpen, maar komen per ongeluk in het oude Rome terecht.

## Trivia
- In Het kregelige ketje worden op een bepaald moment de namen van Snoeffel en Gaffel met hun personages verwisseld. Zo spreekt in het tweede plaatje van strook 42 de boef met het lichtbruine haar in het gestreepte overhemd zijn zwartharige collega aan met Gaffel en omgekeerd, net zoals dat in het verhaal van De gouden cirkel gebeurt. In de loop van het verhaal van Het kregelige ketje worden de twee namen omgewisseld want plots heet de boef met het lichtbruine haar zelf Gaffel en zijn zwartharige collega is Snoeffel.
- De personages Krabbe en Koker in Het Aruba-dossier zijn twee gelijkaardige bandieten. Zowel qua uiterlijk als karakter hebben ze veel van Snoeffel en Gaffel weg. Ook de twee boeven Nukkels en Mussels (uit Tedere Tronica) doen qua voorkomen nogal aan Snoeffel en Gaffel denken.